# 従量税
従量税（じゅうりょうぜい、英語: specific rate duty）とは、課税物件たる財などの数量（重量や個数、面積、容積など）を課税標準として税率を決定する租税ないし租税徴収方式。

## 概要
日本では現在自動車重量税、酒税、揮発油税および関税の一部で採用される課税方式である。価格を課税標準とする従価税にくらべて税額を容易に算定できるなどのメリットがある反面、為替相場の変動に左右されず、また、物価の変動に際して税負担の不均衡を生ずる場合があるなどのデメリットがある。
日本史上では、安政5年（1858年）の日米修好通商条約をはじめとする安政五カ国条約によって西洋諸国との自由貿易がはじまったが、そのとき35パーセントないし5％パーセントの従価税方式であった輸入関税が、慶応2年5月13日（1866年6月25日）にむすばれた改税約書によって、対清貿易で慣行化されていた4年間の物価平均で定まる原価の一律5パーセントを基準とする従量税方式に改められた。これにより幕末期から明治時代前期にかけての日本は、清国なみの不利益な低関税に苦しみ、日本国内の物価上昇（インフレーション）とは無関係に安価な外国商品が大量に流入して貿易不均衡に陥り、国内の産業資本の発達が大きくさまたげられた。また、関税自主権を欠いたうえで低額固定の従量税方式が採用されたため、関税収入によって国庫を潤すことも困難であった。明治維新後、政府によって条約改正が優先課題となったゆえんである。